# North Shore (Hawaii)

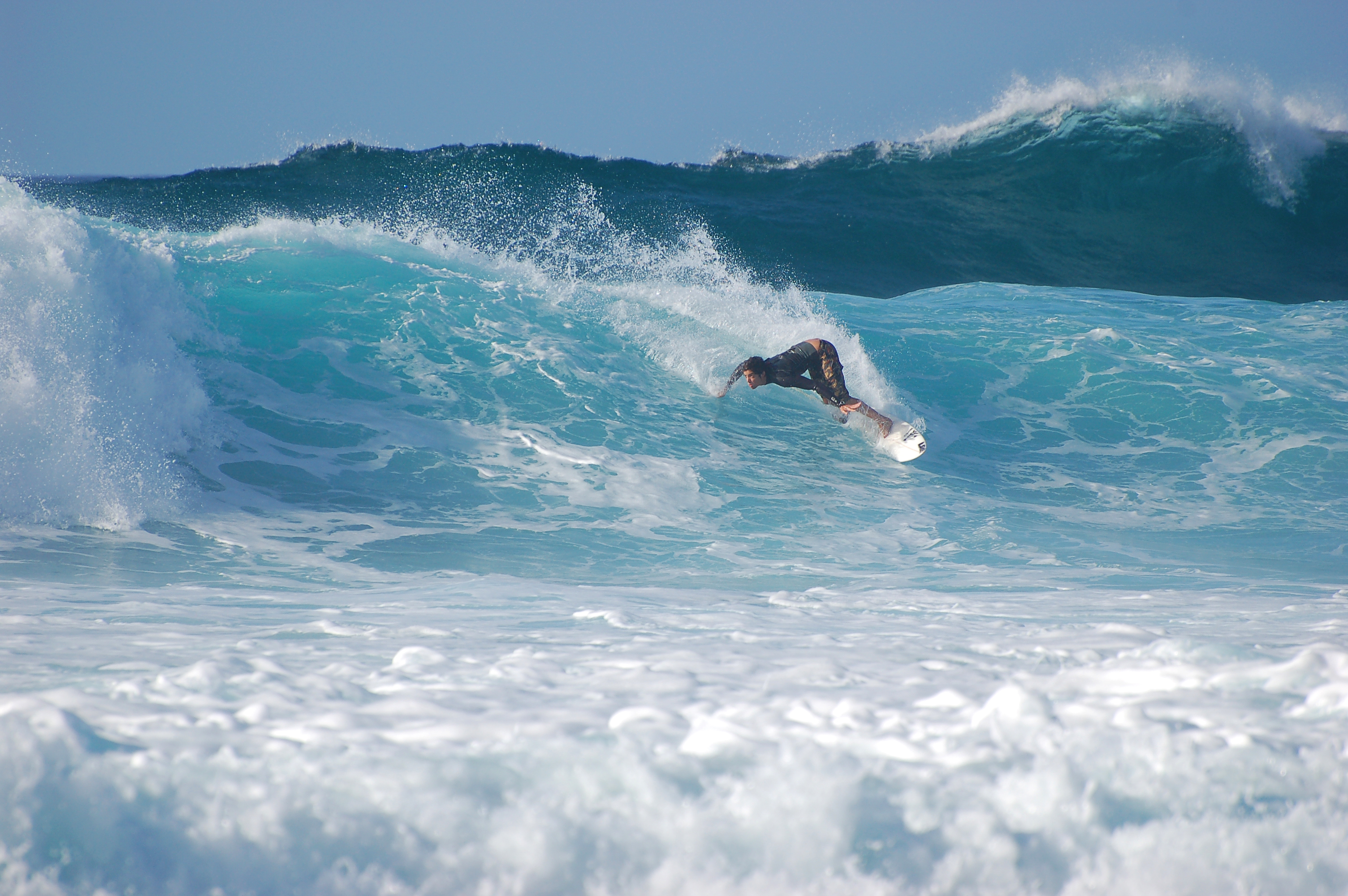
Un surfista in azione al Banzai Pipeline.

North Shore è un'area costiera a nord dell'isola di Oahu, Hawaii. Si tratta della zona compresa fra Kaena Point e Kahuku Point.
Il più grande centro abitato di questo tratto è quello di Haleiwa, che ha una popolazione di circa 4 000 abitanti.

## Surf
La zona è nota per le sue onde che attirano surfisti da tutto il mondo. Esse possono raggiungere, in certi casi, anche i 15 metri di altezza.
I mesi invernali sono quelli in cui le onde dell'oceano sono più imponenti, pertanto è anche maggiore la concentrazione di surfisti. Tra gli spot più noti per praticare questa disciplina si annoverano Waimea Bay, Banzai Pipeline e Sunset Beach.
Ogni anno, tra il mese di novembre e quello di dicembre, si tengono tre eventi: l'Hawaiian Pro presso l'Haleiwa Ali'i Beach Park, la Vans World Cup of Surfing presso Sunset Beach, e infine i Billabong Pipeline Masters al Banzai Pipeline. Queste tre competizioni compongono la Vans Triple Crown of Surfing.

## Televisione e film
A causa del suo ambiente naturale, della relativa vicinanza a Honolulu e della presenza di grandi onde, numerosi film, serie televisive e documentari sono state girati a North Shore. Tra i più famosi si citano la serie Lost e i film Non mi scaricare, Blue Crush e Brivido biondo.